# Sambida
Sambida est le nom d'un chef de clan(s) alain de la première moitié du Ve siècle.
Faisant partie des détachements alains restés en Gaule, il reçoit un territoire du côté du Rhône, autorisé à occuper les terres désertes de la cité de Valence vers l'an 440, en accord avec Rome, probablement en échange d'une aide militaire.

## Sources
- Grégoire de Tours ;
- Michel Rouche, Clovis, Paris, Éditions Fayard, 1996 (ISBN 2-2135-9632-8).